# Peter Nymann Mikkelsen
Peter Nymann Mikkelsen (født 22. august 1982) er en dansk tidligere fodboldspiller, der spillede højre kant, men kunne også spille i venstre side.

## Karriere
Peter Nymann Mikkelsen var en meget hurtig fodboldspiller, han kunne bruges i flere positioner på midtbanen og i forsvaret. Nymann har tidligere spillet i B93, SønderjyskE, Odense Boldklub, Esbjerg fB, svenske Djurgårdens IF, FC Vestsjælland og AC Horsens.
I 2009 scorede Nymann i sin hjemmedebut på Blue Water Arena to mål mod Brøndby IF og Esbjerg vandt kampen 2-1.

### FC Vestsjælland
Peter Nymann skiftede til FC Vestsjælland den 1. januar 2014 på en toårig kontrakt.
Den 22. februar 2014 fik Peter Nymann sin debut for FC Vestsjælland i Superligaen, da han startede inde og spillede alle 90 minutter i et 0-4-nederlag hjemme til SønderjyskE. Han scorede sit første mål for FC Vestsjælland i Superligaen den 15. marts 2014.

### AC Horsens
Efter kontraktudløb med FC Vestsjælland og klubbens konkurs skiftede Peter Nymann til AC Horsens den 16. januar 2016, hvor han skrev under på en halvårig kontrakt gældende frem til 30. juni 2016. Kontrakten blev i maj 2016 forlænget frem til sommeren 2018.